# Lembos hypacanthus
Lembos hypacanthus är en kräftdjursart som beskrevs av K. H. Barnard 1916. Lembos hypacanthus ingår i släktet Lembos och familjen Aoridae. Inga underarter finns listade i Catalogue of Life.